# Epacmus clunalis
Epacmus clunalis är en tvåvingeart som beskrevs av Axel Leonard Melander 1950. Epacmus clunalis ingår i släktet Epacmus och familjen svävflugor.
Artens utbredningsområde är Washington. Inga underarter finns listade i Catalogue of Life.